# Caprimulgus tristigma
El chotacabras pecoso o chotacabra pecosa (Caprimulgus tristigma) es una especie de ave caprimulgiforme de la familia Caprimulgidae propia del África subsahariana. 